# کارل اچ. جون
کارل اچ. جون (انگلیسی: Carl H. June؛ زادهٔ ۱۹۵۳ میلادی) یک دانشمند در زمینه ایمنی‌شناسی اهل ایالات متحده آمریکا است. وی اینک، استاد رشتهٔ ایمنی‌درمانی در دپارتمان آسیب‌شناسی و علوم آزمایشگاهی در دانشکدهٔ پزشکی دانشگاه پنسیلوانیا است. علت اصلی شهرت فراوان او، پژوهش‌های مهمش در درمان‌های تخصصی با لنفوسیت تی در درمان سرطان است.
وی فارغ‌التحصیل آکادمی نیروی دریایی آمریکا در سال ۱۹۷۵ است و مدرک پزشکی خود را از کالج پزشکی بیلور در سال ۱۹۷۹ میلادی دریافت داشت. وی سال چهارم رشتهٔ پزشکی را در مقر سازمان جهانی بهداشت در ژنو گذراند و در آنجا زیر نظر «پل آنری-لامبر» به تحصیل در زمینهٔ ایمنی‌شناسی و مالاریا پرداخت و سپس دورهٔ تخصص خود را در رشتهٔ داخلی و سرطان‌شناسی از سال ۱۹۷۹ تا ۱۹۸۳ گذراند. او دورهٔ پژوهش پسا-دکترای خود را از سال ۱۹۸۳ تا ۱۹۸۶ میلادی، در زمینهٔ «زیست‌شناسی پیوند» زیر نظر ادوارد دونال توماس و جان هَـنسِـن در «مرکز سرطان فِرِد هاچینسون» تکمیل کرد. او دارای بورد تخصصی در پزشکی داخلی و سرطان‌شناسی است.

## پژوهش
او یکی از پیشگامان ایمنی‌درمانی است که در زمینهٔ توسعهٔ روش‌های درمانی با لنفوسیت‌های تی برای سرطان‌ها شهرت دارد. در دههٔ ۱۹۸۰ او و همکارانش در آزمایشگاه او، مولکول CD28 را به‌عنوان یکی از عوامل تنظیمی مهم لنفوسیت‌های تی کشف کردند. چند سال بعد، او توانایی سلول تی کایمریک گیرنده آنتی‌ژن دستکاری‌شدهٔ ژنتیکی را در انسان آزمود و کشف کرد که این سلول‌ها می‌توانند به بیماران دچار ایدز/اچ‌آی‌وی پیوند شده و در بدنشان تا سال‌ها زنده بماند. کارهای او باعث شد تا تیساجن‌لِـکلوسِـل تولید و به مرحله استفاده عملی و بالینی برسد و که نوعی ژن‌درمانی تأیید شده‌است.
او از سال ۲۰۱۴ عضو فرهنگستان هنر و علوم آمریکاست و در سال ۲۰۱۸ برندهٔ جایزه مرکز پزشکی آلبانی برای پژوهش‌های پزشکی و زیست‌پزشکی شد.